# Oeceoclades rauhii
Oeceoclades rauhii là một loài thực vật có hoa trong họ Lan. Loài này được (Senghas) Garay & P.Taylor mô tả khoa học đầu tiên năm 1976.